# SkunK
SkunK is een studentenkorfbalvereniging aan de Radboud Universiteit Nijmegen/HAN. De vereniging werd opgericht in 1991. Sindsdien neemt zij deel aan studententoernooien en sinds 1997 ook aan de officiële competities van het KNKV. In het jaar 2008 behaalde het eerste team het eerste grote succes namens de vereniging door de zaaltitel in de vierde klasse op te eisen. Het jaar daarop volgde degradatie, maar werd wel het kampioenschap op het veld behaald. In het seizoen 2019/2020 speelt het team nog steeds op het veld en in de zaal in de derde klasse. Hieronder een overzicht van de behaalde resultaten van SkunK 1:
- 2011/2012

3e in de zaal (4e klasse)
6e op het veld (3e klasse)
- 2010/2011

2e in de zaal (4e klasse)
6e op het veld (3e klasse)
- 2009/2010

4e in de zaal (4e klasse)
8e op het veld (3e klasse)
- 2008/2009

7e in de zaal (3e klasse)
1e op het veld (4e klasse)
- 2007/2008

1e in de zaal (4e klasse)
3e op het veld (4e klasse)
- 2006/2007

3e in de zaal (4e klasse)
6e op het veld (4e klasse)

## SKC
SkunK is aangesloten bij het KNKV en is daarom betrokken bij de Studentenkorfbalcommissie, de SKC. Deze commissie zorgt ervoor dat de belangen van de SKV's behartigd worden.